# Laura Vargas Koch
Laura Vargas Koch (Berlim, 29 de junho de 1990) é uma judoca alemã da categoria até 70 quilos.
Foi vice-campeã mundial no Rio de Janeiro 2013.
Nos Jogos Olímpicos de 2016 conquistou a medalha de bronze ao vencer a espanhola María Bernabéu.